# Rondinella Marzocco
La Società Sportiva Dilettantistica Rondinella Marzocco, meglio nota come Rondinella Marzocco o semplicemente Rondinella, è una società calcistica italiana con sede nella città di Firenze.
Fu fondata nel 1946 e rifondata quattro volte in seguito ai fallimenti avvenuti nel 2009 e nel 2012 ed alle fusioni/inglobazioni del 1997 e del 2016. Negli anni ottanta, con la denominazione di R.M. Firenze disputò cinque campionati di Serie C1, accreditandosi di fatto come la seconda squadra del capoluogo toscano dopo la Fiorentina.
I colori sociali sono il bianco e il rosso. Disputa le partite di casa allo stadio Gino Bozzi.

## Storia
La società nacque nel luglio del 1946 in un bar del rione fiorentino di San Frediano per iniziativa di un nucleo di sportivi che volevano creare un'alternativa cittadina all'allora egemone Fiorentina. Il nome fu adottato grazie a una serie fortuita di combinazioni: in effetti, al momento di battezzare la neonata società sportiva, qualcuno tra i soci fondatori notò, incollate alle pareti del bar, alcune rondini di carta, verosimilmente residuo del periodo pasquale o di qualche festa di carnevale. Fu così che si decise di dare alla squadra il nome di Rondinella. Il suo primo presidente fu Luigi Mochi.
Fino al 1963 la squadra si chiamò semplicemente Rondinella: iscritta fin dalla nascita alla Seconda Categoria, ai tempi il gradino più basso delle serie dilettantistiche italiane non esistendo ancora la Terza Categoria, la squadra trovò modi fantasiosi per autofinanziarsi: uno di questi fu l'allestimento di spettacoli canori e musicali con le celebrità dell'epoca (tra i vari cantanti, il fiorentino Odoardo Spadaro e il romano Claudio Villa si esibirono gratis per la squadra). Nel 1953 arrivò un luogo per la sede sociale, il Torrino di Santa Rosa in riva all'Arno, ma ancora non un campo stabile, sebbene nel frattempo la squadra avesse guadagnato il diritto a disputare il campionato di Promozione. Arrivò nel 1957 anche la promozione in Serie D, all'epoca semi-professionista, e con essa gli incontri con squadre toscane più note, come ad esempio l'Empoli, il Pisa o la Pistoiese.

La rosa della Rondinella Marzocco per la stagione 1983-1984, durante lo stabile lustro di militanza della squadra fiorentina in Serie C1.

Dopo una retrocessione e una serie di disavventure societarie, nel 1963 la società si fuse con la squadra giovanile del Marzocco, assumendo quindi il nome di Rondinella Marzocco o, più brevemente, R.M. Firenze. Iniziò così un periodo relativamente florido per la nuova società: nel 1965 e 1966 arrivarono le vittorie nel Campionato Juniores Nazionali (l'equivalente dilettantistico del Campionato Primavera) e dalla squadra uscirono in quel periodo alcuni giocatori che avrebbero avuto più successo tra i professionisti, il più famoso dei quali fu certamente Guido Magherini, acquistato dal Milan e vincitore anche di una Coppa delle Coppe con la squadra rossonera. Fino agli anni settanta la squadra militò nei campionati dilettantistici, finché non conobbe un'altra stagione florida con Renzo Melani, allenatore che segnò un decennio di progressi: fallita la promozione in Serie C2 nel 1978 (causa spareggio perso al lancio della monetina contro il Viareggio), la squadra centrò l'obbiettivo un anno più tardi e alla fine della stagione 1979-1980 arrivò prima e si guadagnò la promozione in Serie C1, ma fu penalizzata di sei punti in quanto coinvolta nel primo scandalo del calcio-scommesse (1980). La promozione arrivò comunque nella stagione 1981-82. Già dal 1979, inoltre, la Rondinella aveva trovato un campo stabile, a seguito di una lunga e travagliata ristrutturazione, lo Stadio Comunale "Due Strade", dove continuò a giocare in seguito, e dove gioca attualmente.
Dalla stagione 1982-83 fino a quella 1986-87 la squadra giocò dunque nel campionato di C1, ottenendo come miglior piazzamento il settimo posto nell'annata 1983-84. In questo lustro, quel Guido Magherini che vent'anni prima aveva giocato per la Rondinella, nel 1984 ne divenne dirigente; tuttavia nel 1986 Magherini venne squalificato nell'ambito del secondo scandalo calcioscommesse (dopo che da giocatore, sei anni addietro, era già stato squalificato nel primo), e la squadra retrocesse di nuovo in Serie C2. Quindi nel successivo decennio la squadra navigò fra C2 e Serie D, finché nel 1997 sopraggiunse la fusione con l'Associazione Sportiva Impruneta Tavarnuzze (che nel 1966-1967 aveva vinto una Coppa Italia Dilettanti), a seguito della quale la nuova società si chiamò Rondinella Impruneta 1990 e assunse i colori rosso e verde. Nel 1998-1999 la Rondinella Impruneta vinse il Girone E del Campionato Nazionale Dilettanti, guadagnandosi la promozione in Serie C2.

La rosa della RM Firenze per la stagione 1989-1990

Dopo una salvezza ai play-out, nel 2000-2001 conclude il Girone B di Serie C2 all'ottavo posto, assume la denominazione di Rondinella Firenze 1946 e ritorna ai colori bianco e rosso. L'anno successivo finisce ultima e torna in Serie D.
Dopo un paio di salvezze risicate e assunto nel 2002-2003 il nome di Associazione Calcio Firenze Rondinella, la squadra nel 2005-2006 conclude all'ultimo posto e retrocede in Eccellenza, assumendo il nome di Rondinella Calcio Firenze. Complici alcune vicissitudini e penalizzazioni, nel 2006-2007 ha chiuso la stagione al penultimo posto, con una nuova retrocessione dopo i play-out con il Barberino. Nel 2007-2008 la Rondinella ha disputato così il campionato di Promozione, concludendolo al nono posto.
Nel maggio del 2009 la Rondinella Calcio S.r.l. avvia le procedure di fallimento a causa di una elevata esposizione debitoria. Nel luglio seguente viene fondata la nuova società, la San Frediano Rondinella SSDr.l. a cui la Lega Nazionale Dilettanti conferisce il titolo sportivo, il parco giocatori e l'anzianità di affiliazione della vecchia società: viene così ammessa in sovrannumero al campionato di Promozione Toscana 2009-2010, che nel girone C concluderà con una salvezza conquistata alla penultima giornata e con il nono posto in classifica. Il 24 luglio 2012 viene dichiarato il fallimento della società.
Sette giorni dopo è stata costituita, da un gruppo di soci fondatori appartenenti alla tifoseria della Vecchia Guardia e al mondo del calcio fiorentino, l'Associazione Sportiva Dilettantistica denominata VG Rondinella Marzocco, ed il 2 agosto è stata affiliata alla FIGC. Dalla stagione 2012-2013 riparte dal campionato provinciale di Terza Categoria ottenendo un settimo posto. Nella stagione 2013-2014 ottiene la promozione in Seconda Categoria con 6 giornate d'anticipo vincendo il Girone B di Terza Categoria Firenze. Nella stagione 2014-2015 è inserita nel girone M della Seconda Categoria, ottenendo l'undicesimo posto, sufficiente a mantenere la categoria. Il 27 maggio del 2015 l'assemblea dei soci ha eletto come nuovo presidente l'avvocato Federico Bagattini, deliberando anche il cambio nome della società in Rondinella Marzocco, abbandonando il riferimento ai tifosi della Vecchia Guardia (VG).

Un giovane Andrea Barzagli – futuro campione del mondo – in azione per la Rondinella Impruneta nel 2001

Nel mese di giugno dell'anno 2016 l'assemblea dei soci della Rondinella Marzocco deliberava, con 43 voti positivi la volontà di inglobare la Società nella Polisportiva Ponte a Greve, anch'essa partecipante al Campionato Regionale di Seconda Categoria. L'inglobazione permetteva di unire il blasone e la storia della Rondinella Marzocco con il settore giovanile Elite del Ponte a Greve. La nuova società ha assunto la denominazione di ASD Ponte Rondinella Marzocco.
Nel mese di luglio la FIGC, grazie ai risultati ottenuti dall'U.P.D. Ponte a Greve nella stagione precedente, ripescava la Ponte Rondinella Marzocco in Prima Categoria.
Dalla stagione calcistica 2019-20, nell'ambito dell'inglobazione della ASD Olimpia Firenze, Società di grande tradizione a livello giovanile nel panorama calcistico fiorentino, modifica il nome ritornando alla storica denominazione Rondinella Marzocco. La Scuola Calcio assume invece la denominazione di Ponte a Greve Academy. Il 21 luglio 2020 al Torrino di Santa Rosa a Firenze, durante la festa di promozione, viene presentato il nuovo inno della squadra dal titolo Rondine Biancorossa scritto da Alessandro Innocenti e cantato da Lorenzo Andreaggi. L'inno diventa ufficiale a tutti gli effetti il 6 marzo 2021 con la votazione da parte dei soci. Resta comunque indimenticato La Rondinella,  inno storico precedente.
Il più vecchio gruppo di tifosi organizzati è quello che si identifica nella Gradinata1946, che ha ricominciato a seguire la squadra nel 2019, anno dal quale la società è ritornata a chiamarsi con il nome storico di Rondinella Marzocco, dopo che lo stesso gruppo si era autosospeso nell'anno 2016. Questo gruppo è la naturale continuazione del gruppo storico "Vecchia Guardia" che ha contribuito nell'anno 2012 insieme ai presidenti di Ponte a Greve, Casellina e Albereta alla rifondazione della Vg Rondinella Marzocco.
Nel dicembre del 2019 è stato fondato anche un altro gruppo di tifosi della Rondinella, denominato "Cuore Biancorosso", che segue assiduamente la squadra.
Nella stagione 2019-2020, in seguito alla interruzione anticipata del campionato a causa della pandemia da Covid-19, termina il campionato di Prima Categoria al secondo posto. Grazie a tale posizione, viene ammessa nel campionato di Promozione Toscana 2020-2021 (terminato dopo appena due giornate in seguito ad un ulteriore stop dovuto sempre al Covid-19).
La stagione 2021-2022 vede la Rondinella, seppur di fatto matricola, raggiungere prima il secondo posto nel Campionato di Promozione Toscana, e successivamente vincere i playoff (giocati rispettivamente contro Lanciotto, Rufina, Sporting Cecina ed Olimpia Quarrata), conquistando la massima categoria Regionale, l'Eccellenza.

## Colori e simboli

Lo stemma della rondine sulla maglia di Stefano Brondi (al centro) nella stagione 1983-1984

I colori sociali sono il bianco e il rosso.
La prima squadra disputa le partite casalinghe con una maglia a quadrati biancorossi e le trasferte con la classica maglia bianca con striscia rossa (modello River Plate) gli Juniores , le giovanili e la scuola calcio disputano le proprie partite indossando delle maglie biancorosse e/o bianche con lo storico Torrino di San Frediano di Firenze impresso sul fianco.

## Impianti

### Stadio
La Rondinella Marzocco gioca le partite casalinghe allo Stadio Comunale delle Due Strade, a Firenze, presso l'omonimo quartiere. L'impianto è dotato di tribuna centrale coperta, tribuna laterale scoperta, settore ospiti separato dal resto dello stadio, con ingresso indipendente, curva e rettilineo fronte tribuna. Ha una capienza di 3800 unità.
In passato, la squadra utilizzò a più riprese anche lo Stadio Comunale.
Le squadre del settore giovanile e della scuola calcio disputano le gare interne presso il Centro Sportivo "Don Vittorio" di Ponte a Greve, impianto dotato di campo centrale e due campi a misure ridotte in erba sintetica.
Il giorno 11 Maggio 2024 è stato inaugurato il rinnovato manto sintetico di ultima generazione del campo centrale e lo stesso è stato intitolato alla memoria di Roberto Rorandelli detto "Panara", storico dirigente della polisportiva Ponte a Greve, con cui la Rondinella si è fusa nel 2016.

## Calciatori
Nel corso degli anni hanno militato nelle file della Rondinella molti calciatori che si sono poi distinti in ambito nazionale e internazionale: tra questi Luciano Chiarugi, Sebastiano Rossi, Andrea Barzagli e Christian Riganò.

## Palmarès

### Competizioni interregionali
- Campionato Nazionale Dilettanti: 1

1998-1999 (girone E)

### Competizioni regionali
- Promozione: 3

1956-1957 (girone B), 1968-1969, 2021-2022 (vincitrice playoff)
- Prima Categoria: 3

1960-1961 (girone B), 1961-1962 (girone B), 2019-2020 (girone C)

### Competizioni provinciali
- Terza Categoria: 1

2013-2014

### Competizioni giovanili
- Torneo Internazionale Nereo Rocco: 1

1981

### Altri piazzamenti
- Serie C2:

Secondo posto: 1981-1982 (girone C)
Terzo posto: 1979-1980 (girone A), 1980-1981 (girone C)
- Serie D:

Secondo posto: 1978-1979 (girone D)
Terzo posto: 1974-1975 (girone E)
- Campionato Interregionale:

1990-1991 (girone F)
- Campionato Nazionale Dilettanti:

Secondo posto: 1997-1998 (girone E)
- Prima Categoria:

Secondo posto: 1959-1960 (girone B), 1963-1964 (girone B), 1967-1968 (girone B, Toscana), 2019-2020 (girone C, Toscana)
- Seconda Categoria:

Secondo posto: 2015-2016
- Scudetto Dilettanti:

Semifinalista: 1998-1999

## Statistiche e record

### Partecipazione ai campionati
| Livello | Categoria                           | Partecipazioni | Debutto   | Ultima stagione | Totale |
| ------- | ----------------------------------- | -------------- | --------- | --------------- | ------ |
| 3º      | Serie C1                            | 5              | 1982-1983 | 1986-1987       | 5      |
| 4º      | Campionato Interregionale           | 1              | 1958-1959 | 1958-1959       | 19     |
| 4º      | Serie D                             | 9              | 1969-1970 | 1977-1978       | 19     |
| 4º      | Serie C2                            | 9              | 1979-1980 | 2001-2002       | 19     |
| 5º      | Campionato Interregionale - 2ª Cat. | 1              | 1957-1958 | 1957-1958       | 15     |
| 5º      | Serie D                             | 5              | 1978-1979 | 2005-2006       | 15     |
| 5º      | Campionato Interregionale           | 2              | 1990-1991 | 1991-1992       | 15     |
| 5º      | Campionato Nazionale Dilettanti     | 7              | 1992-1993 | 1998-1999       | 15     |